# Onchium hawaiiense
Onchium hawaiiense är en rundmaskart som först beskrevs av Allgen 1951.  Onchium hawaiiense ingår i släktet Onchium och familjen Leptolaimidae. Inga underarter finns listade i Catalogue of Life.